# La Serra (Rosselló)
La Serra és una serra situada al municipi de Rosselló a la comarca del Segrià, amb una elevació màxima de 359 metres.